# Градски стадион (Поморие)
Градският стадион е футболен терен, трибуна и сгради, намиращ се в гр. Поморие.
Стадионът е с капацитет 2000 закрити седящи места, 3 съблекални и осветление, което позволява използването му не само за тренировъчни игри, но и за провеждането на официални футболни мачове. Футболното съоръжение е с изкуствено тревно покритие от последно поколение, което позволява целогодишна безпроблемна експлоатация.
В непосредствена близост до официалния вход на „Гранд Хотел Поморие“, между бреговете на Поморийското солено езеро и стадиона, се намира многофункционалната спортна зала, предлагаща игрище, подходящо за минифутбол, баскетбол, волейбол и тенис на корт. Част от залата са 2-те зали за скуош, както и зала за аеробика.
Друга зала се намира на територията на стадиона и е предназначена за силови тренировки, подходящи за професионални спортисти.
Стадионът е оборудван с всичко необходимо за провеждане на официални срещи – ТВ център, коментаторски кабини, зала за пресконференции и др., както и за осъществяване на качествен тренировъчен процес.
Съоръжението е получило лиценз от лицензионната комисия на БФС.